# El profesor Layton y la máscara de los prodigios

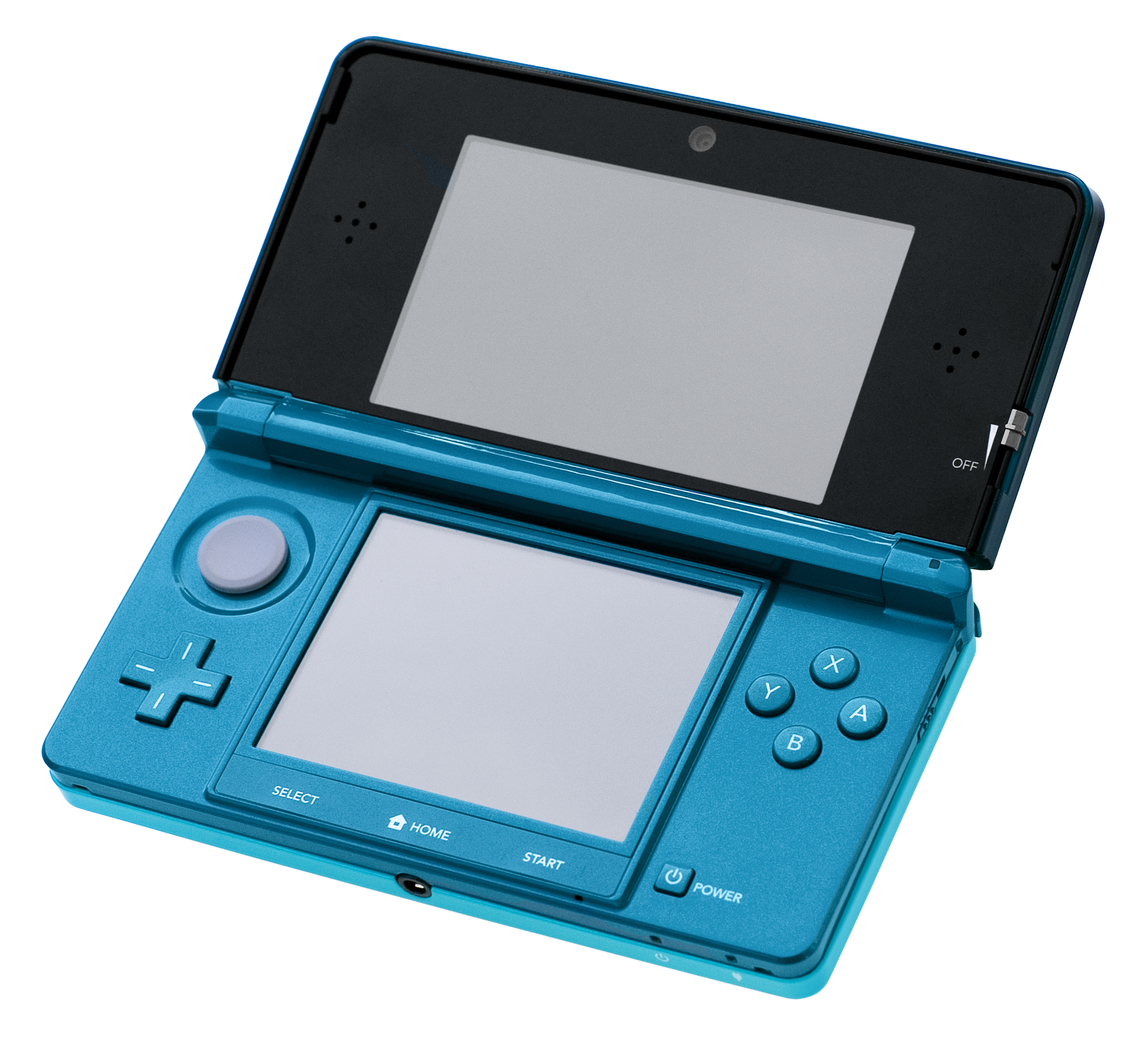
Este juego es el primer de la saga Layton en 3D.

El profesor Layton y la máscara de los prodigios (レイトン教授と奇跡の仮面 Reiton kyōju to Kiseki no Kamen?) es un videojuego de aventuras y puzles desarrollado para Nintendo 3DS. Es el quinto juego de la serie Profesor Layton, pero la segunda historia cronológicamente. El juego es una secuela de la serie, establecida después de El profesor Layton y la llamada del espectro, y continúa la historia de la búsqueda del misterioso  Jean Descole. El juego fue anunciado durante la conferencia de prensa de Nintendo en el E3 de 2010, como representación de Level-5 en la Nintendo 3DS. No se dieron más detalles. Durante una rueda de prensa de Nintendo en septiembre del mismo año se mostraron imágenes y un tráiler, demostrando que la serie ha sufrido una evolución gráfica en el salto a la 3DS; la mano que funcionaba como un puntero 2D ha sido sustituido por modelos 3D de los personajes, el jugador puede ahora examinar las áreas en una perspectiva en 3D, y algunos puzles ahora aprovechan las características únicas de la Nintendo 3DS, como su sensor de movimiento. A pesar de su nuevo estilo visual, las escenas animadas permanecen intactas.

## Argumento
La historia comienza con una escena en la que aparecen Luke y Layton en un carnaval de Montedore. Son traídos allí por una carta escrita por Angela, la mejor amiga de Hershel. Durante un desfile en los carnavales, un extraño personaje vestido de blanco y con una máscara, que se hace llamar el "caballero enmascarado" hace acto de presencia, convirtiendo en piedra y haciendo desaparecer a algunos asistentes, con lo que parecen ser "prodigios". Rápidamente, Layton, Luke y Emmy se ponen a investigar lo sucedido.
Paralelamente, se cuenta la historia de una expedición que Layton emprendió en su juventud con su mejor amigo, Randall, apasionado de la arqueología. Ambos inspeccionaban un santuario, cuando encontraron una extraña máscara. Sin embargo, finalmente Randall cayó por un abismo con la máscara y, en teoría, murió.
Finalmente se desvela que el caballero enmascarado era Randall, quién perdió la memoria, y lo único que poseía era la máscara. Sin embargo, Jean Descole, un enemigo del profesor, le convenció mediante mentiras y artimañas de que era el elegido para salvar la ciudad, haciéndose pasar por el caballero. Lo que en realidad quería Descole, era distraer la atención para poder conseguir algo relacionado con una misteriosa civilización (la misma que buscaba en El profesor Layton y la llamada del espectro. Por suerte, Layton consigue detener sus planes, y Descole huye de nuevo. 
En una escena poscréditos, aparecen Descole y su mayordomo, observando un misterioso "edificio" construido por los ashalanti (la civilización que busca Descole).
En ese momento, un misterioso hombre, Bronev, al mando de la enigmática empresa Targent, irrumpe en la escena, y reduce a Descole, que consigue escapar gracias a su mayordomo.

## Curiosidades
- Cuando Layton, Emmy y Luke se dirigen a comisaría para probar la inocencia del falso enmascarado, por el camino podemos hablar con uno de los trabajadores del circo, el chico que vende globos, y en medio de la conversación Emmy pregunta si no será peligroso el parque de atracciones sin seguridad puesto que "una noria podría ponerse a perseguir a la gente", Luke se ríe de esto diciendo: "¿Cómo va una noria a perseguir a la gente?" Esto es curioso si nos damos cuenta de que en El profesor Layton y la villa misteriosa, Layton y Luke tienen que salir huyendo porque les persigue una noria. Pero obviamente no sabría esto ya que "la villa misteriosa" ocurre tiempo después de los hechos ocurridos en este juego.
- Al resolver con éxito un puzzle, el jugador gana "picarats" que son un tipo de puntos que al final del juego te permite acceder a contenidos extras o especiales.